# Marselha
Marselha (em francês, Marseille; em occitano, Marselha; antigamente, conhecida como Massália/Massília, do grego Μασσαλία) é a segunda mais populosa cidade de França e a mais antiga cidade francesa. Localizada na antiga província da Provença e na costa do Mediterrâneo, é o maior porto comercial do país.
Em 2019, a população municipal era de 870 731 habitantes distribuídos por 240,62 km², atingindo 1 873 270 habitantes na região metropolitana (equivalente a aire urbaine em francês — área urbana) de Marselha-Aix-en-Provence em 3 971,8 km², sendo a terceira região metropolitana mais populosa da França, após Paris e Lyon.
Marselha é a capital administrativa da região (préfecture de région) de Provence-Alpes-Côte d'Azur e do departamento (préfecture départementale) de Bouches-du-Rhône (Bocas do Ródano). Foi povoada pelos gregos no século VII a.C. e passou para o domínio romano em 49 a.C.

## Etimologia
Marselha vem do nome grego Μασσαλία (Massalia) usada para nomear a vila fundada pelos gregos de Foceia. Várias hipóteses existem para explicar a origem do nome.
O primeiro vem de Mas Saliens, residência dos Salyens, ‘Mas’ é uma palavra provençal de origem latina e “Saliens” é de origem céltica. Outra explicação diz que o nome provem da palavra grega Mάσσα (Massa), os fenícios que relataram da Ásia Menor o costume de dar esse nome para cidades, castelos, rios, etc. (encontrou-se, por exemplo, mais do que trinta Massa na Itália).
Uma explicação mais plausível é proposta por Ernest Negro, que acredita que o lugar é nomeado pelos fenícios, a partir de um rio atual Grécia, Massalia. Bénédicte e Jean-Jacques FÉNIÉ, acreditam pensar em um nome da língua ligúre. 

## História

### Pré-história e antiguidade clássica

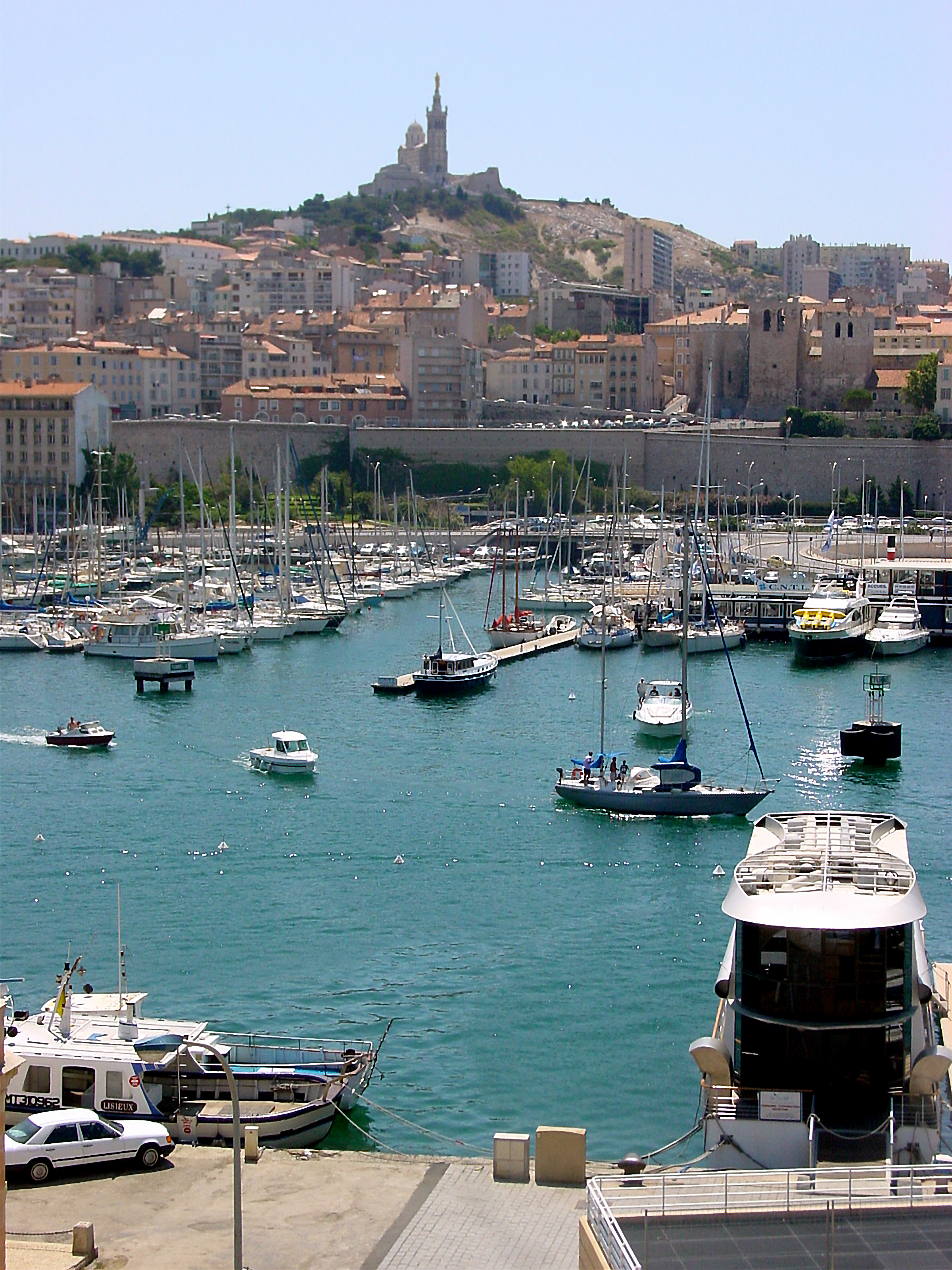
Porto Velho de Marselha (Vieux-Port de Marseille)

Diversos achados e estudos arqueológicos de diferentes assentamentos comprovam a presença humana de maneira contínua em Marselha desde a pré-história. As pinturas rupestres paleolíticas na Caverna de Cosquer, próximo ao calanque de Morgiou, datadas entre 27 000 e 19 000 a.C., atestam a presença humana na área de Marselha há mais de 30 000 anos. No sítio arqueológico da colina de São Carlos, no centro urbano, recentes escavações têm encontrado ruínas de moradias e construções de tijolo de barro e terra modelada do Neolítico, cerca de 6 000 a.C. Estas técnicas de construção poderiam confirmar as teorias de John Guilaine sobre a propagação da cultura neolítica através da migração de povos do Oriente Médio através do Mediterrâneo.
A cidade de Marselha propriamente dita foi fundada em 600 a.C. pelos gregos de Foceia, cidade esta que ficava na península de Anatólia, como um porto comercial sob o nome de Μασσαλία (Massália). Embora as circunstâncias e a data precisa da fundação desta colônia continuem imprecisas, a lenda sobrevive.
O desenvolvimento posterior de Massália, que atingiria um significativo número habitantes e a categoria de pólis (cidade-estado), a transformou em um porto grego de referência na Europa Ocidental. Mais adiante se aliou, por proteção, à República Romana em suas disputas com etruscos, celtas e cartagineses. Esta aliança fez a colônia grega prosperar graças a sua posição como ponte de comércio entre Roma e os povos do interior da Gália, facilitando o intercâmbio de bens manufaturados, escravos e, particularmente, de vinho, cuja elaboração e cultivo em Marselha remonta ao século IV a.C., como demonstram a escavações na colina de Saint-Charles, com a descoberta de substratos de viticultura, os mais antigos descobertos na França. Em 49 a.C., como consequência de seu apoio ao partido de Pompeu em sua disputa com Júlio César, foi anexada a Roma por este último após vencer e capturar a sua frota, adotando o nome latino de Massília.
A administração romana manteve a fundação construída pelos gregos, como atestam os achados arqueológicos, que mostram também trabalhos de ampliação e obras de infraestrutura inovadoras dos romanos, como o esgoto, do qual Marselha foi a primeira vila na Gália a ser equipada. Pátria do famoso marinheiro Píteas, Massília foi controlada por um conselho de 15 senadores eleitos entre os 600 do Senado, embora o poder executivo fosse desempenhado por apenas três deles.
De acordo com a tradição católica, Maria Madalena difundiu o cristianismo na Provença a partir de Massilia junto com Lázaro de Betânia, que seria, segundo alguns autores, o primeiro bispo da diocese de Marselha. Do período de expansão cristã, se conserva o epitáfio dos prováveis mártires Volusiano e Fortunato, considerada a mais antiga das inscrições cristãs.

### Idade Média: cidade da Provença

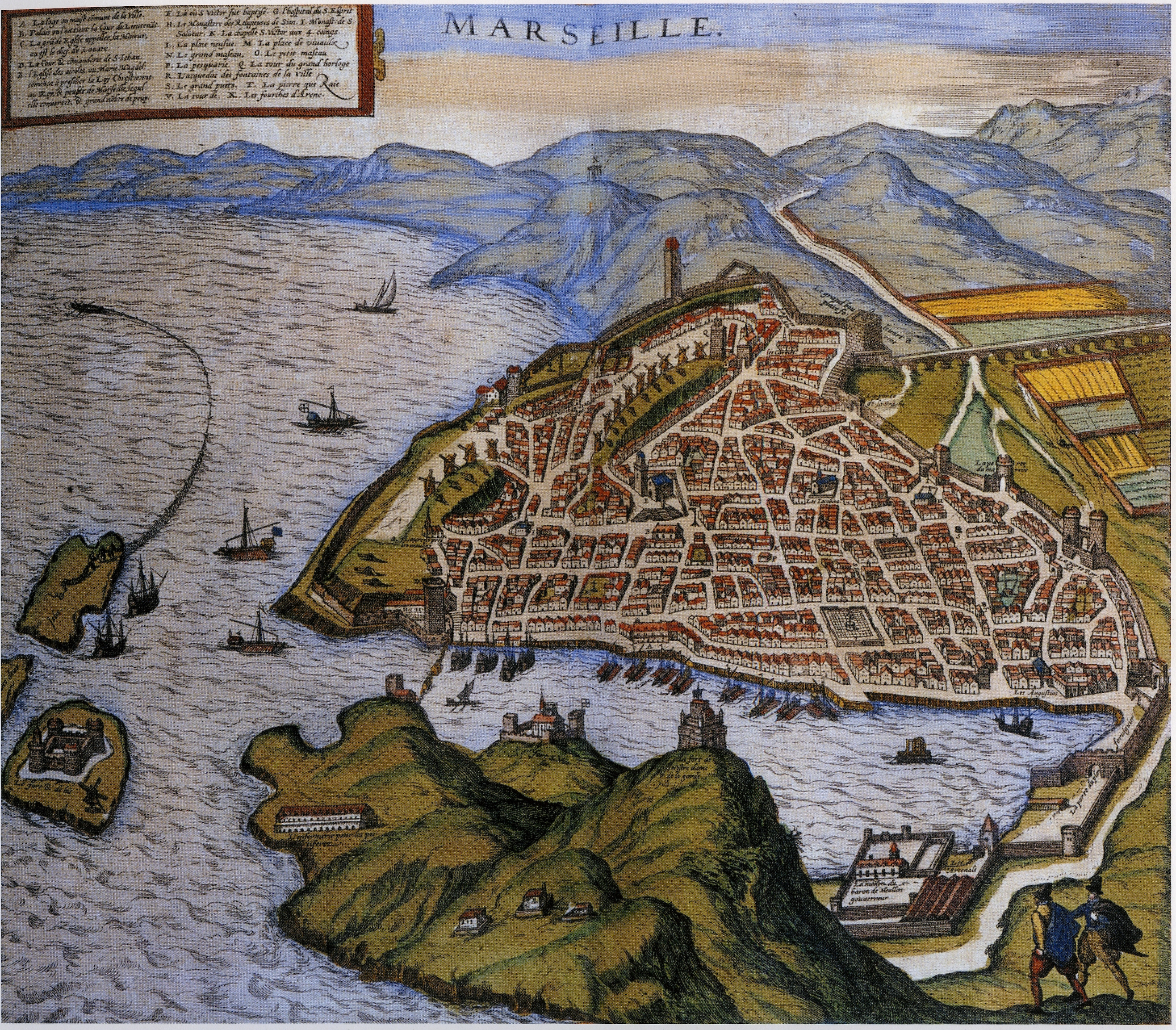
Marselha em 1575

Após o colapso do Império Romano na Europa Ocidental, no século V, a cidade passou a ser governada pelos visigodos, que a cederam aos ostrogodos após a Batalha de Vouillé em 507, para evitar que caísse nas mãos dos francos, que, entretanto, acabaram ocupando-a.
No início do século VIII, a destruição do Reino Visigótico pelo Califado Omíada e a instauração de seu poder na Península Ibérica, iniciou um período de disputa pelo controle da Europa Ocidental com o Império Carolíngio, o que afetou o desenvolvimento de Marselha e as demais vilas francas da costa mediterrânea, principalmente na primeira metade do século IX, com o assédio das rotas comerciais pela pirataria. Marselha foi atacada e saqueada duas vezes naquele período por tropas muçulmanas enviadas de Al-Andalus, em 838 e 846. A decadência econômica se manifestou durante todo o século X, e Marselha não pode manter seus privilégios municipais, porém foi recuperando-se uma vez integrada as possessões dos condes da Provença. Em 1262, a cidade se rebelou sob Bonifácio VI de Castellana e Hugues des Baux, primo de Barral des Baux, contra o governo dos angevinos, porém foi derrotada por Carlos I da Sicília e Nápoles. Em 1348, a cidade foi um dos focos de penetração na Europa da devastadora epidemia de peste bubônica (peste negra), por sua condição de porto, resultando na morte de cerca de 15 000 de seus 25 000 habitantes. Além disso, sem se recuperar do desastre demográfico, a cidade é atacada e saqueada durante 3 dias em 1423 pela frota de Afonso V de Aragão, em resposta as pretensões de Luís III de Nápoles em recuperar o domínio dos territórios do sul da Itália.

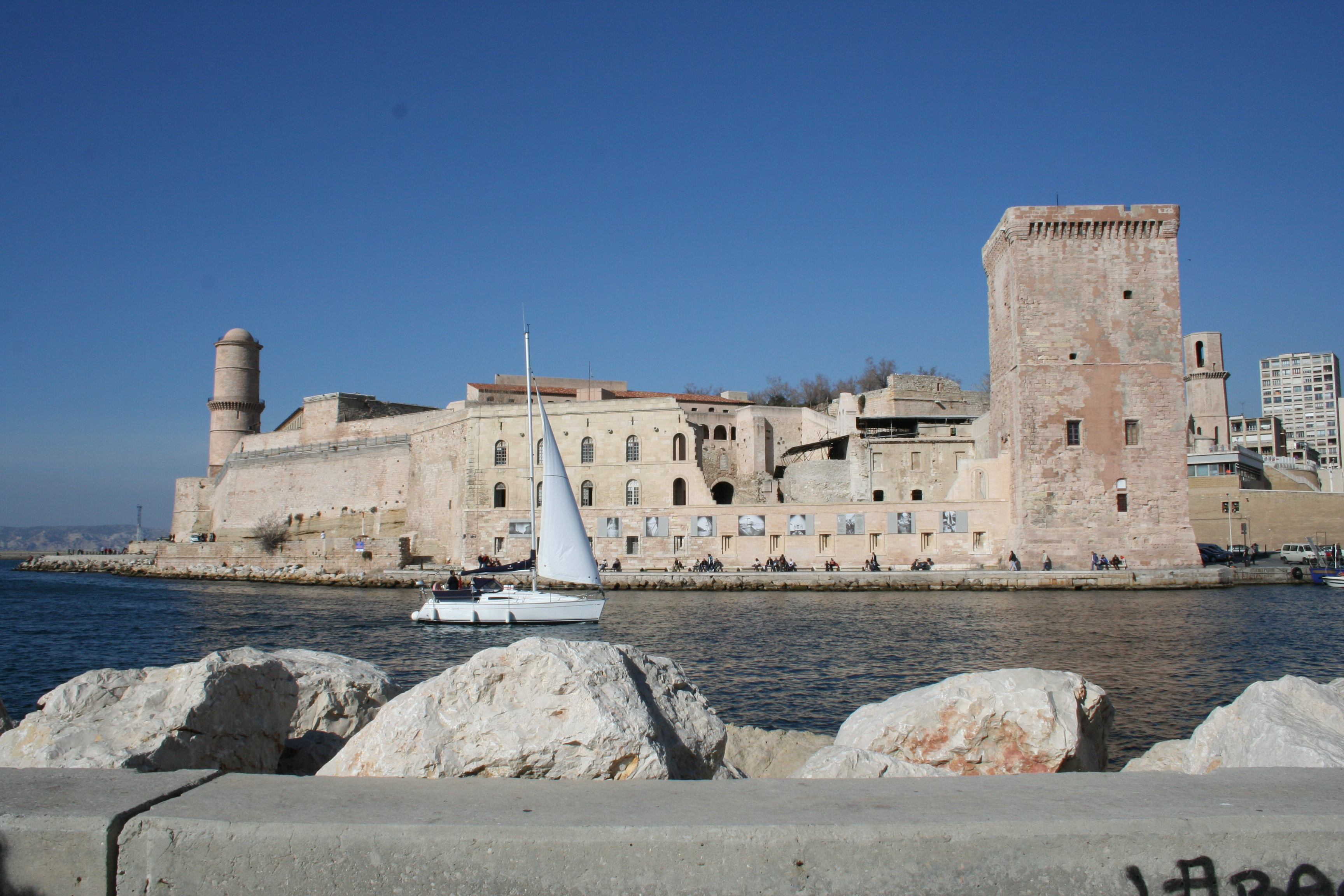
Torre de Renato I de Nápoles de meados do século XV, no forte de São João

Em 1437, Renato I de Nápoles, que sucedeu a seu pai Luís II de Nápoles como Rei da Sicília e Duque de Anjou, chegou a Marselha e tornou-a um dos assentamentos mais fortificados fora de París. Marselha foi logo usada pelo duque de Anjou como uma base marítima estratégica na reconquista de seu reino da Sicília. O Rei René, que desejava equipar a entrada do porto com uma sólida defesa, decidiu construir sobre as ruínas da antiga torre Maubert e estabelecer uma série de muralhas para proteger o porto. Jean Pardo, engenheiro, criou os projetos e Jehan Robert, pedreiro de Tarascon, cuidou do trabalho. A construção das novas defesas da cidade ocorreu entre 1447 e 1453.
O comércio em Marselha também floresceu enquanto o sindicato começou estabelecer uma posição de poder com os comerciantes da cidade. Renato também fundou a Corporação de Pescadores.
Marselha se uniu a Provença em 1481 e então se incorporou ao Reino da França no ano seguinte, mas logo adquiriu uma reputação por se rebelar contra o governo central.

### Renascimento: integração à coroa da França
Uns 30 anos após sua incorporação, Francisco I visitou Marselha, atraído por sua curiosidade de ver um rinoceronte que o rei Manuel I de Portugal estava enviando ao papa Leão X, mas que havia naufragado na Ilha de If. Como resultado desta visita, se construiu a fortaleza do Castelo de If, o que não bastou para impedir o cerco do exército do Sacro Império Romano alguns anos mais tarde. Marselha tornou-se base naval para a aliança franco-otomana em 1536, enquanto uma frota franco-turco ficava estacionada no porto, ameaçando o Sacro Império Romano e, especialmente, a Gênova. No final do século XVI, Marselha sofreu outro surto da praga, o que contribuiu para que pouco depois se fundasse o hospital do Hôtel-Dieu. Um século mais tarde o rei Luis XIV teve que descer a Marselha, a frente de seu exército, com o fim de eliminar um levante local contra o governador. Como consequência, os fortes de San Juan e San Nicolás foram erguidos acima do porto e uma grande frota e arsenal instalados no próprio porto.

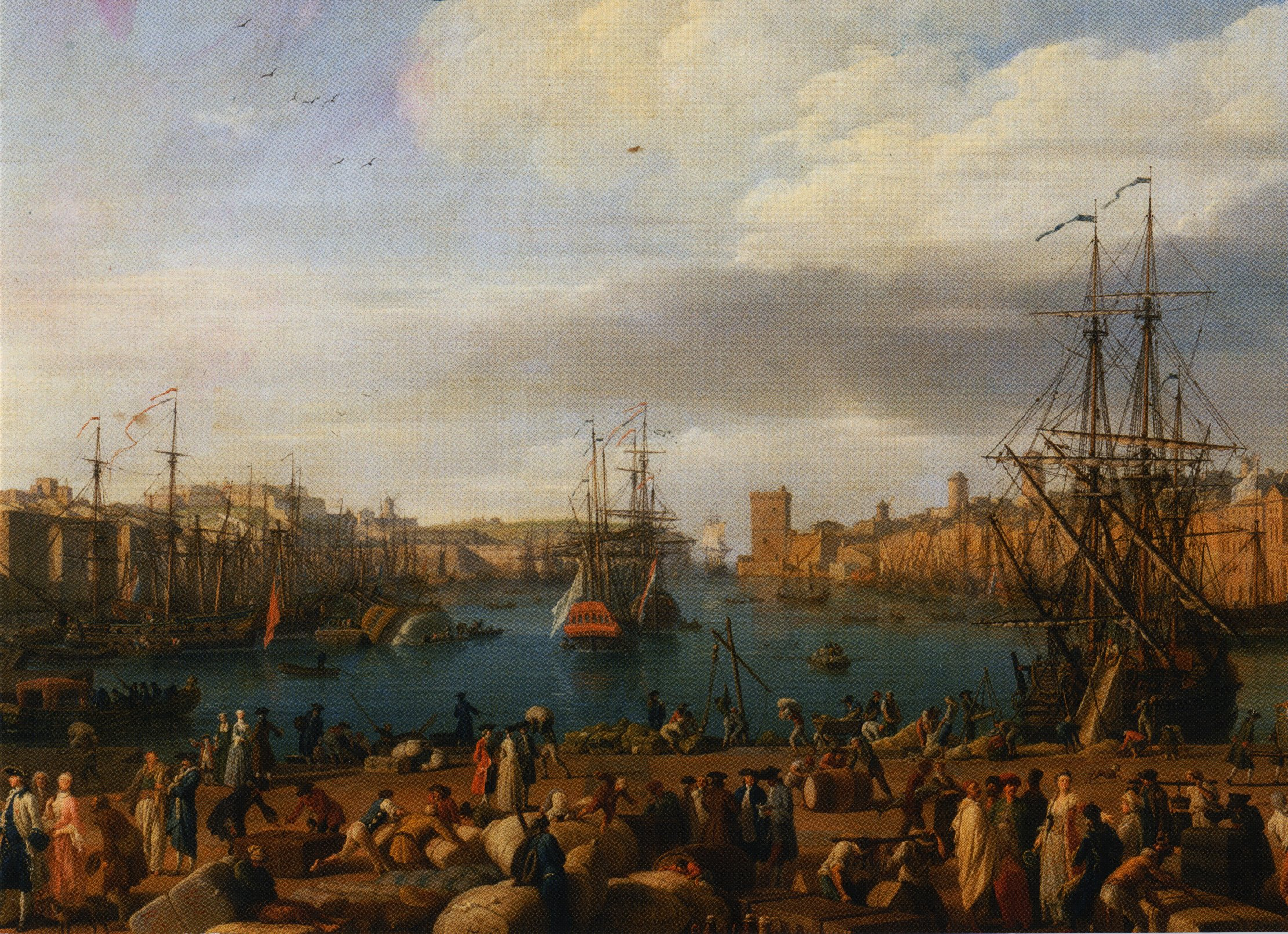
Intérieur du port de Marseille, de Joseph Vernet (1754)

### Séculos XVIII e XIX
No transcorrer do século XVIII, a defesa do porto foi melhorada e Marselha se tornou mais importante, como principal porto militar francês no Mediterrâneo. Em 1720, a grande peste de Marselha, uma variante da Peste Negra, provocou 100 000 mortes na cidade e nas províncias limítrofes. Jean-Baptiste Grosson, notário real, escreveu de 1770 a 1791 o almanaque histórico de Marselha, Recueil des antiquités et des monumentos marseillais qui peuvent intéresser l'histoire et les arts, ("Coleção de antiguidades e monumentos de Marselha que podem interessar a história e as artes"), que durante muito tempo foi o principal recurso sobre a história dos monumentos da cidade.
A população local abraçou com entusiasmo a Revolução Francesa e 500 voluntários marcharam para Paris em 1792 para defender o governo revolucionário. Em sua marcha de Marselha a Paris cantavam uma canção, que passou a ser conhecida como La Marseillaise, hoje em dia convertida no hino nacional da França.
Durante o século XIX, a cidade foi lugar de inovações industriais e de crescimento na indústria. A ascensão do Império Francês e as conquistas da França de 1830 em diante (sobretudo a Argélia) estimularam o comércio marítimo e aumentaram a prosperidade da cidade. As oportunidades marítimas também aumentaram com a abertura do Canal de Suez em 1869. Este período na história de Marselha se reflete em muito de seus monumentos, como o obelisco napoleônico de Mazargues e o arco do triunfo real na Praça Jules Guesde.

### Século XX

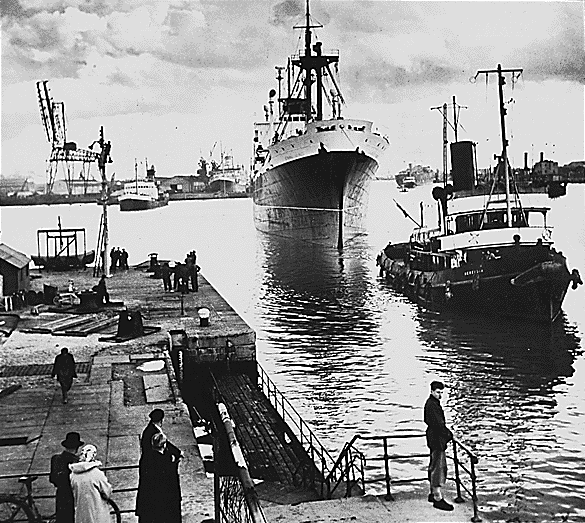
Porto de Marselha depois da Segunda Guerra Mundial

Durante a primeira metade do século XX, Marselha comemorou seu status de "porto do Império" na exposição colonial de 1906 e 1922. A monumental escadaria na estação de trem, glorificando as conquistas coloniais francesas, datam desta época. Em 1934, Alexandre I da Iugoslávia chegou ao porto para se reunir com o ministro das relações exteriores francês Louis Barthou, porém, ambos foram ali assassinados por Vlado Chernozemski.
Durante a Segunda Guerra Mundial, a cidade foi bombardeada pela Alemanha e Itália em 1940. Foi ocupada pelos alemães entre novembro de 1942 e agosto de 1944. Uma grande parte do centro antigo da cidade foi dinamitado num enorme projeto de limpeza, com o objetivo de reduzir as possibilidades de ocultar membros da suposta resistência, que operavam nos edifícios antigos de grande densidade de população. Os governos da Alemanha Oriental, Alemanha Ocidental e Itália pagaram enormes reparações, acrescidas de juros, para indenizar civis mortos, feridos ou que ficaram sem-teto ou indigentes como consequência da guerra, e para a reconstrução da cidade.
A partir da década de 1950, a cidade serviu como porto de entrada na França de mais de um milhão de imigrantes. Em 1962, houve um grande fluxo após a independência da Argélia que incluiu uns 150 000 Pieds-Noirs, que se estabeleceram em Marselha, um número considerável para uma cidade grande que já atravessa uma crise econômica. Muitos dos imigrantes permaneceram e tem dado a cidade um vibrante barro africano com um grande mercado.

## Geografia
O território de Marselha forma uma espécie de anfiteatro, bloqueado pelo mar a oeste, pelos calanques ao sul com o Maciço de Marseilleveyre, pela Costa Azul ao norte com a vila de l'Estaque (imortalizado pelo pintor Paul Cézanne) e pelos maciços de l'Étoile e Garlaban a nordeste. A cidade se estende por uma faixa de 57 km² ao longo do Mediterrâneo.
Quase metade da superfície da comuna está em território natural não urbanizável e a cidade se espalha por uma área extremamente grande, a quinta maior comuna da França metropolitana. Assim, sua densidade demográfica (3 542 hab./km2) é bem inferior ao de cidades totalmente urbanizadas, como Lyon (9 867 hab./km2) ou Paris (20 807 hab./km2), mas comparável à de Toulouse (3 715 hab./km2). Se for considerada apenas a sua área habitável, cerca de 150 km², a densidade atinge 5 683 hab./km2.

### Clima
Marselha tem um clima mediterrâneo com verões quentes e secos e invernos amenos e úmidos. A cidade tem 300 dias de sol por ano com o vento norte Mistral. A cidade é uma das mais ensolaradas da França
| Meses                            | Jan  | Fev   | Mar   | Abr   | Mai   | Jun   | Jul   | Ago   | Set   | Out   | Nov   | Dez   | Total ano |
| -------------------------------- | ---- | ----- | ----- | ----- | ----- | ----- | ----- | ----- | ----- | ----- | ----- | ----- | --------- |
| média de horas de sol            | 150  | 155,5 | 215,1 | 244,8 | 292,5 | 326,2 | 366,4 | 327,4 | 254,3 | 204,5 | 155,5 | 143,3 | 2835,5    |
| precipitação média mensal (mm)   | 47,2 | 54,0  | 43,7  | 47,9  | 42,3  | 27,8  | 13,7  | 29,3  | 46,7  | 77,6  | 58,4  | 55,8  | 544,4     |
| número de dias chuvosos >=0,1 mm | 9    | 8     | 8     | 8     | 7     | 6     | 3     | 4     | 6     | 8     | 8     | 9     | 84        |
| número de dias chuvosos >=1 mm   | 6,5  | 6     | 5,5   | 5,3   | 4,9   | 3,5   | 1,6   | 3     | 3,6   | 5,8   | 5,1   | 6     | 59        |

| Meses                                 | Jan  | Fev  | Mar  | Abr  | Mai  | Jun  | Jul  | Ago  | Set  | Out  | Nov  | Dez  | Média anual |
| ------------------------------------- | ---- | ---- | ---- | ---- | ---- | ---- | ---- | ---- | ---- | ---- | ---- | ---- | ----------- |
| média das temperaturas mínimas (°C)   | 2,3  | 3,0  | 5,5  | 8,2  | 11,8 | 15,2 | 17,9 | 17,7 | 15,0 | 11,2 | 6,5  | 3,3  | 9,8         |
| temperaturas médias (°C)              | 6,5  | 7,5  | 10,4 | 13,0 | 17,0 | 20,7 | 23,6 | 23,2 | 20,1 | 15,8 | 10,7 | 7,3  | 14,6        |
| média das temperaturas máximas (°C)   | 10,8 | 12,1 | 15,2 | 17,9 | 22,1 | 26,1 | 29,3 | 28,8 | 24,0 | 20,4 | 14,9 | 11,3 | 19,5        |
| temperatura média da água do mar (°C) | 14   | 15   | 15   | 15   | 16   | 18   | 24   | 25   | 23   | 19   | 17   | 13   | 18          |

| Meses                                | Jan  | Fev | Mar  | Abr  | Mai | Jun | Jul | Ago | Set | Out | Nov | Dez | Total anual |
| ------------------------------------ | ---- | --- | ---- | ---- | --- | --- | --- | --- | --- | --- | --- | --- | ----------- |
| número de dias de nevoeiro           | 2,1  | 1,4 | 0,9  | 0,3  | 0,2 | 0   | 0,1 | 0   | 0,7 | 1,3 | 1,7 | 2,3 | 10,9        |
| número de dias de tempestades        | 0,6  | 0,9 | 1,0  | 1,2  | 2   | 2,6 | 1,7 | 2,9 | 2,7 | 2,5 | 1,5 | 0,7 | 20,2        |
| número de dias com neve              | 0,8  | 0,4 | 0,1  | 0    | 0   | 0   | 0   | 0   | 0   | 0   | 0,2 | 0,7 | 2,3         |
| número de dias de geada              | 9,1  | 5,7 | 1,8  | 0    | 0   | 0   | 0   | 0   | 0   | 0   | 2,1 | 7,1 | 25,8        |
| número de dias de vento >=57,6 km/h  | 10,7 | 8,2 | 10,4 | 11,1 | 5,8 | 7,0 | 8,5 | 6,1 | 6,7 | 8,0 | 8,7 | 9,1 | 100,3       |
| número de dias de vento >=100,8 km/h | 1,0  | 0,9 | 1,3  | 0,9  | 0   | 0,3 | 0,3 | 0   | 0,1 | 0,3 | 0,8 | 0,7 | 6,6         |

## Demografia
A vasta maioria dos marselheses é originária das ondas de imigrantes que chegaram ao porto no começo do século XIX até a segunda metade do século XX. Tal como italianos, espanhóis, armênios, gregos, russos e judeus, principalmente italianos. Bem mais recentemente árabes, comorianos e norte-africanos. Aproximadamente 25 por cento da população de Marselha é de origem norte-africana, na maior parte argelinos e marroquinos. A comunidade judaica (maioria Sefardita) é também a terceira maior na Europa.
Depois de uma grave crise na década de 1970 e 1980 (em parte devido ao fechamento do Canal de Suez), que viu a população passar de mais de 900 000 para menos de 800 000 habitantes (apesar do saldo de crescimento natural bastante positivo), o Estado e as autoridades marselhesa decidiram na década de 1990 e 2000 revitalizar a economia da cidade: o programa Euro-mediterrâneo (Euroméditerranée) é um programa abrangente para atrair empresas, acompanhado por uma grande revitalização do centro da cidade próximo ao porto. Segundo o último censo, a cidade voltou a apresentar crescimento populacional com taxas acima da média nacional.
Segunda comuna da França com cerca de 852 395 habitantes (Censo 2006), Marselha-Aix-en-Provence é também o segundo aglomerado urbano (Unité urbaine em francês) do país (depois de Paris e a frente de Lyon) com 1 418 482 habitantes (Censo 2006), incluindo Aix-en-Provence, ao norte, Martigues e Vitrolles, a oeste, Aubagne, a leste e mais 33 comunas. A região metropolitana (aire urbaine em francês) de Marselha, no entanto, é a terceira da França, depois de Paris e logo abaixo de Lyon.
A aglomeração urbana de Marselha, recentemente passou a abranger a cidade de Saint-Zacharie, do departamento de Var. Por outro lado, La Ciotat, antes parte da aglomeração de Marselha, foi absorvida pela aglomeração urbana de Toulon.
| Comuna (município)   | 852 395   | 2007 | 240,6   | 3 542,5 | 1  |
| Comuna (município)   | 870 731   | 2019 | 240,6   | 3 618,7 | 1  |
| Aglomeração urbana   | 1 418 482 | 2006 | 1 289,6 | 1 099,9 | 38 |
| Aglomeração urbana   | 1 614 501 | 2019 | 1 758,2 | 918,3   | —  |
| Região Metropolitana | 1 601 095 | 2006 | 2 830,2 | 565,7   | 82 |
| Região Metropolitana | 1 873 270 | 2019 | 3 971,8 | 471,6   | 92 |

Abaixo, um quadro demográfico da comuna de Marselha, por data de recenseamento. Entretanto, segundo o Instituto Nacional de Estatísticas e Estudos Econômicos, os censos entre 1926 e 1936 superavaliaram a população de Marselha.
Evolução da população
| 1793    | 1800   | 1806   | 1821    | 1831    | 1836    | 1841    | 1846    | 1851    |
| ------- | ------ | ------ | ------- | ------- | ------- | ------- | ------- | ------- |
| 108 374 | 96 413 | 99 169 | 109 483 | 145 115 | 146 239 | 154 035 | 183 186 | 195 258 |

| 1856    | 1861    | 1866    | 1872    | 1876    | 1881    | 1886    | 1891    | 1896    |
| ------- | ------- | ------- | ------- | ------- | ------- | ------- | ------- | ------- |
| 233 817 | 260 910 | 300 131 | 312 864 | 318 868 | 360 099 | 376 143 | 403 749 | 442 239 |

| 1901    | 1906    | 1911    | 1921    | 1926    | 1931    | 1936    | 1946    | 1954    |
| ------- | ------- | ------- | ------- | ------- | ------- | ------- | ------- | ------- |
| 491 161 | 517 498 | 550 619 | 586 341 | 652 196 | 800 881 | 914 232 | 636 264 | 661 407 |

| 1962                    | 1968    | 1975    | 1982    | 1990    | 1999    | 2007    | 2013    | 2019    |
| ----------------------- | ------- | ------- | ------- | ------- | ------- | ------- | ------- | ------- |
| 778 071                 | 889 029 | 908 600 | 874 436 | 800 550 | 797 491 | 852 395 | 855 393 | 870 731 |
| Fontes: Cassini e INSEE |         |         |         |         |         |         |         |         |

Tabela geral da evolução demográfica de Marselha de 1968 a 1999.
Evolução demográfica de 1968–1999
|                                | 1968–1975 | 1975–1982 | 1982–1990 | 1990–1999                            | Evolução 1968–1999 |
| ------------------------------ | --------- | --------- | --------- | ------------------------------------ | ------------------ |
| Nascimentos                    | 90 546    | 78 294    | 89 401    | 94 900                               | 353 141            |
| Falecimentos                   | 67 320    | 67 067    | 72 903    | 78 934                               | 286 224            |
| Saldo natural                  | 23 226    | 11 227    | 16 498    | 15 966                               | 66 917             |
| Saldo migratório               | -3 655    | -45 391   | -90 384   | style="background:#D1E8FF"\|-157 516 |                    |
| Variação absoluta da população | 19 571    | -34 164   | -73 886   | style="background:#D1E8FF"\|-90 599  |                    |
| Fonte dos dados: INSEE         |           |           |           |                                      |                    |

O número total de domicílios de Marselha é de 346 820 (1999). Percentuais de distribuição da quantidade de moradores pelo número total de domicílios.
Domicílios
| Famílias de :           | 1 pessoa | 2 pes. | 3 pes. | 4 pes. | 5 pes. | 6 pes. ou + |
| ----------------------- | -------- | ------ | ------ | ------ | ------ | ----------- |
| Marselha                | 38 %     | 29,2 % | 15,1 % | 10,9 % | 4,1 %  | 2,6 %       |
| Paris                   | 52,4 %   | 25,9%  | 10,5 % | 7,1 %  | 2,7 %  | 1,4 %       |
| Média nacional          | 31 %     | 31,1 % | 16,2 % | 13,8 % | 5,5 %  | 2,4 %       |
| Fonte dos dados : INSEE |          |        |        |        |        |             |

Em 2005, 44 por cento das famílias marselhesas era proprietária de sua residência principal; 82 por cento vivia em apartamento; 43 por cento era casado, 39 por cento solteiro, 9 por cento viúvo e 9 por cento divorciado.

## Governo e política

### Setores e arrondissements

setores e arrondissements de Marselha:
1º setor — 1º e 7º arrond.
2º setor — 2º e 3º arrond.
3º setor — 4º e 5º arrond.
4º setor — 6º e 8º arrond.
5º setor — 9º e 10º arrond.
6º setor — 11º e 12º arrond.
7º setor — 13º e 14º arrond.
8º setor — 15º e 16º arrond

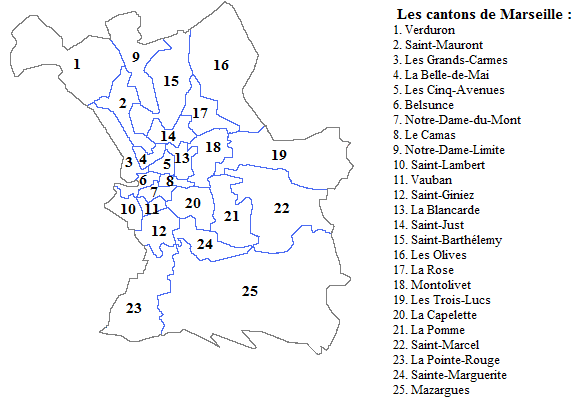
Os 25 cantões de Marselha

Marselha está dividida em 16 arrondissements municipais, que, por sua vez, estão divididos oficialmente em quartiers (bairros). Desde 1987, os arrondissements foram reagrupados em pares, em 8 secteurs (setores), cada um com um prefeito e um conselho (como nos arrondissements de Paris e Lyon).
As eleições municipais ocorrem a cada seis anos e são realizados por setor. Cada setor escolhe seus vereadores, 303 no total, dois terços para os conselhos dos setores e um terço para a Câmara Municipal.
O prefeito de Marselha e seus assessores, cujo número não pode exceder a 30% da Câmara Municipal, são escolhidos por eleição uninominal em 3 turnos pela Câmara Municipal. Os prefeitos dos setores são eleito por seus respectivos conselhos. O mandato dos prefeitos é de 6 anos.
| para o conselho dos setores | 22 | 16 | 22 | 30 | 30 | 26 | 32 | 24 | 202 |
| para a Câmara Municipal     | 11 | 8  | 11 | 15 | 15 | 13 | 16 | 12 | 101 |
| número total de eleitos     | 33 | 24 | 33 | 45 | 45 | 39 | 48 | 36 | 303 |

De 1950 até meados dos anos 1990, Marselha era um reduto socialista e comunista. O socialista Gaston Defferre foi reeleito consecutivamente seis vezes como prefeito de Marselha de 1953 até sua morte em 1986. Ele foi sucedido por Robert Vigouroux do RDSE (Rassemblement démocratique et social européen). Jean-Claude Gaudin do UMP (Union pour un mouvement populaire), de direita, foi eleito prefeito em 1995. Gaudin foi reeleito em 2001 e 2008.
Nas eleições municipais de 2008, Marselha ficou dividida entre os bairros do norte dominado pela esquerda e os do sul, mais ricos, dominado pela direita, com muito equilíbrio no centro e leste da cidade, o que permitiu, com uma estreita margem, a reeleição da administração do UMP.
Atualmente, o Partido Comunista Francês tem perdido muito de sua força nos bairros no norte da cidade, enquanto a Frente Nacional tem recebido apoio significativo.

### Cantões
Marselha está também dividida em 25 cantões, cada um deles representado por um membro no Conselho Geral do departamento de Bouches-du-Rhône.

### Bairros
Marselha tem a particularidade de estar subdivididas em quartiers (equivalente a bairros), que muitas vezes se assemelham a verdadeiras vilas. Existem 111 bairros, subdivisões dos arrondissements, que foram estabelecidos pelo Decreto n º 46–22,85 de 18 de outubro de 1946. Os bairros são representados por comitês que tratam dos interesses do bairro junto à municipalidade, como, por exemplo, estabelecer as áreas de estacionamento dos moradores. Os bairros são também utilizados como divisão nas estatísticas do Instituto Nacional de Estatísticas e Estudos Econômicos. Alguns bairros são subjetivos (não oficiais), mesmo sendo bastante conhecidos, como, por exemplo ,le Panier, que não consta da lista oficial. Existem 26 bairros com nome de santo, lembrando a ligação entre esses bairros e as antigas paróquias da cidade.

### Prefeitos

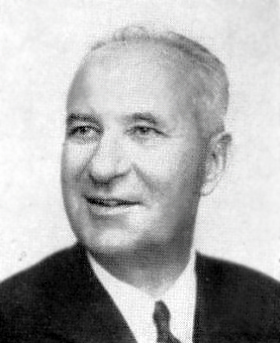
Gaston Defferre, reeleito seis vezes consecutivamente

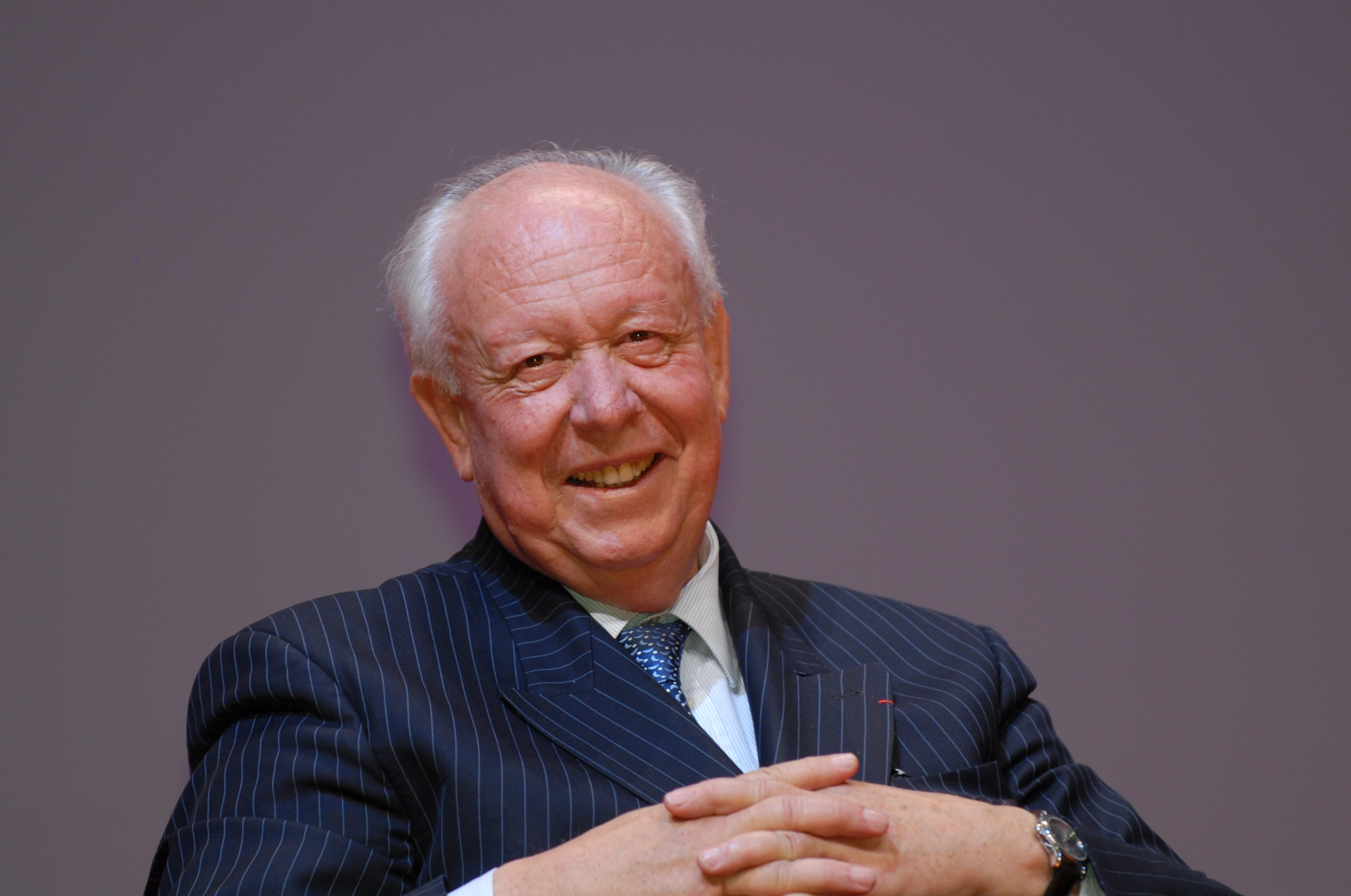
Jean-Claude Gaudin, prefeito (1995–2020)

| Nome | Nome               | Nome               | Mantado       | Mantado       | Partido                                        | Notas                                                  |
| ---- | ------------------ | ------------------ | ------------- | ------------- | ---------------------------------------------- | ------------------------------------------------------ |
|      | Gaston Defferre    | Gaston Defferre    | 1944          | 1946          | SFIO                                           |                                                        |
|      | Jean Cristofol     | Jean Cristofol     | 1946          | 1947          | PCF                                            | substituiu Gaston Defferre                             |
|      | Michel Carlini     | Michel Carlini     | 1947          | 1953          | RPF                                            |                                                        |
|      | Gaston Defferre    | Gaston Defferre    | 1953          | 1986          | SFIO posteriormente PS                         | morreu no curso do mandato em 1986                     |
|      | Robert Vigouroux   | Robert Vigouroux   | 1986          | junho de 1995 | PCF, dissidente, concorreu ao senado pelo RDSE | substituiu Gaston Defferre, falecido; reeleito em 1989 |
|      | Jean-Claude Gaudin | Jean-Claude Gaudin | junho 1995    | julho 2020    | UDF-PR posteriormente UMP                      | reeleito em 2001, 2008 et 2014                         |
|      | Michèle Rubirola   | Michèle Rubirola   | julho 2020    | dezembro 2020 | EELV                                           |                                                        |
|      | Benoît Payan       | Benoît Payan       | dezembro 2020 | atual         | PS                                             |                                                        |

### Cidades-irmãs
Marselha é cidade-irmã de treze cidades e possui pacto de amizade e cooperação com outras vinte e nove cidades ao redor do mundo.
Cidades-irmãs
| Ano  | Cidade     | País            |
| ---- | ---------- | --------------- |
| 1958 | Abidjã     | Costa do Marfim |
| 1958 | Antuérpia  | Bélgica         |
| 1958 | Copenhague | Dinamarca       |
| 1958 | Gênova     | Itália          |
| 1958 | Haifa      | Israel          |
| 1958 | Hamburgo   | Alemanha        |
| 1961 | Cobe       | Japão           |
| 1968 | Dacar      | Senegal         |
| 1972 | Odessa     | Ucrânia         |
| 1984 | Pireu      | Grécia          |
| 1987 | Xangai     | China           |
| 2004 | Marraquexe | Marrocos        |
| 2006 | Glásgua    | Reino Unido     |

Acordos de cooperação
| Cidade         | País          |
| -------------- | ------------- |
| Agadir         | Marrocos      |
| Alexandria     | Egito         |
| Argel          | Argélia       |
| Bamaco         | Mali          |
| Barcelona      | Espanha       |
| Beirute        | Líbano        |
| Cidade do Cabo | África do Sul |
| Casablanca     | Marrocos      |
| Erevã          | Armênia       |
| Gdansk         | Polónia       |

| Cidade     | País     |
| ---------- | -------- |
| Istambul   | Turquia  |
| Izmit      | Turquia  |
| Jerusalém  | Israel   |
| Limassol   | Chipre   |
| Lomé       | Togo     |
| Lião       | França   |
| Mequinez   | Marrocos |
| Montevidéu | Uruguai  |
| Jamena     | Chade    |
| Nice       | França   |

| Cidade   | País                 |
| -------- | -------------------- |
| Nimes    | França               |
| Rabat    | Marrocos             |
| Saraievo | Bósnia e Herzegovina |
| Sousse   | Tunísia              |
| Salonica | Grécia               |
| Tirana   | Albânia              |
| Trípoli  | Líbano               |
| Túnis    | Tunísia              |
| Varna    | Bulgária             |

## Economia
Historicamente, a economia de Marselha foi dominada por seu papel como porto do Império Colonial Francês que ligava as colônias do norte da África (Argélia, Marrocos e Tunísia) com a França Metropolitana. O antigo porto foi substituído, como principal porto de comércio, pelo Porto de la Joliette durante o Segundo Império, e atualmente possui restaurantes, escritórios, bares e hotéis, e funciona basicamente como uma marina privada. A maioria das docas, que entraram em declínio na década de 1970, após as crises do petróleo, têm sido recentemente reconstruídas com fundos da União Europeia. A pesca, no entanto, continua a ser importante em Marselha, a economia alimentar da cidade é ainda dominada pela captura local, e um mercado de peixe funciona diariamente no Quai des Belges do antigo porto.
Atualmente, a economia de Marselha é dominada pelo novo porto, o mais importante da França e um dos mais importantes do Mar Mediterrâneo. 100 milhões de toneladas de carga passam por ele anualmente, sendo que 60 por cento da carga é petróleo. O recente crescimento do tráfego de contêineres no porto de Marselha é desafiado por greves e agitações sociais constantes.
Marselha é um grande centro francês para o comércio e a indústria, com excelente infraestrutura de transportes (estradas, portos marítimos e aeroportos). O Aeroporto de Marseille-Provence é o quarto maior da França, é ponto principal de chegada de milhões de turistas a cada ano e serve a uma comunidade de negócios em crescimento.
A região de Marselha é local de milhares de empresas, 90 por cento das quais são pequenos negócios. Entre as mais famosas estão CMA CGM, de contêineres marítimos; Compagnie maritime d'expertises (Comex), líder mundial em engenharia submarina e sistemas hidráulicos; Airbus Helicopters, uma divisão da Airbus Group; Azur Promotel, uma empresa de desenvolvimento imobiliário; La Provence, o jornal diário local; Olympique de Marseille, o famoso clube de futebol; RTM, empresa de transporte público de Marselha, e Société Nationale Maritime Corse Méditerranée, uma grande operadora de transporte de passageiros, veículos e carga do Mediterrâneo Ocidental.
As indústrias de refino de petróleo e construção naval são as mais importantes, mas também se destacam indústrias de sabão, vidro, produtos químicos, construção civil, plásticos, têxteis, azeite e o processamento de alimentos. Marselha tem acesso a rede de hidrovias francesas, mas o petróleo é enviado a Paris e o norte da França por oleoduto. A cidade é o principal centro de refinamento de petróleo da França.
Em maio de 2005, a revista francesa L'Expansion classificou a cidade como a mais dinâmica das grandes cidades francesas, citando números que mostram que mais de 7200 empresas tinham sido criadas lá desde 2000.
O desemprego em Marselha caiu de 20% em 1995 para 14% em 2004. Apesar disso, as taxas de desemprego da cidade continuam mais altas do que a média nacional. Em algumas partes de Marselha, 40% dos jovens são desempregados.

## Cultura
Marselha é uma cidade cultural, e de fato a cidade foi eleita Capital Europeia da Cultura 2013. Marselha também é considerada a cidade da arte e da história.
O Hino nacional da França, La Marseillaise, tem este título por causa das tropas revolucionárias de Marselha.
O baralho de tarô mais propagado no mundo vem de Marselha. É denominado "Tarô de Marselha" e foi usado para jogar a variante local do tarocchi, antes ser usado na cartomancia.

### Música
- O grupo de rap francês IAM vem de Marselha.

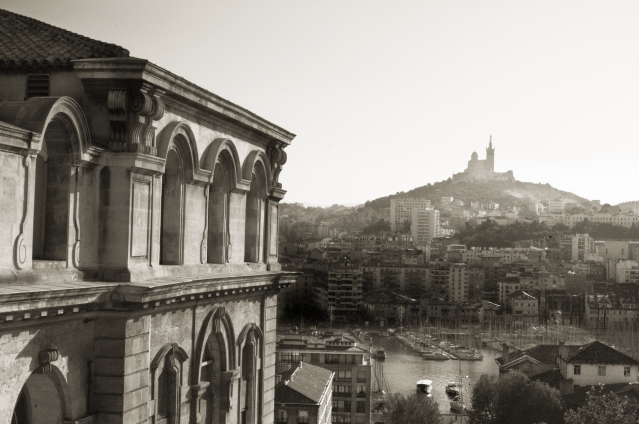
Ao fundo, a Basílica de Nossa Senhora da Guarda

- Massilia Sound System
- Watcha Clan
- Eths

### Culinária
Pastis (bebida alcoólica à base de especiarias e anis), aïoli (molho à base de alho e azeite de oliva), tapenade (creme à base de anchovas, azeitonas, alcaparras e alho), bouillabaisse (prato à base de peixes de rocha, temperos e legumes), panisse (galette de farinha de grão-de-bico), navette (biscoito pequeno muito duro e aromatizado com flor de laranjeira na forma de pequeno barco).

### Mídia
Várias telenovelas, seriados e filmes franceses já foram gravados em Marselha. A popular série de televisão francesa Plus belle la vie é fixada em um quarto imaginário, Le Mistral, situado em Marselha. É filmado no quartier Belle de Mai da cidade.
Também o seriado Star Trek: Voyager menciona Marselha em vários episódios. Diz-se ser a cidade favorita do tenente Tom Paris, que estava "gastando seu tempo, bebendo e jogando sinuca no Sandrine's, um bar de beira-mar (fictício)."

### Arquitetura

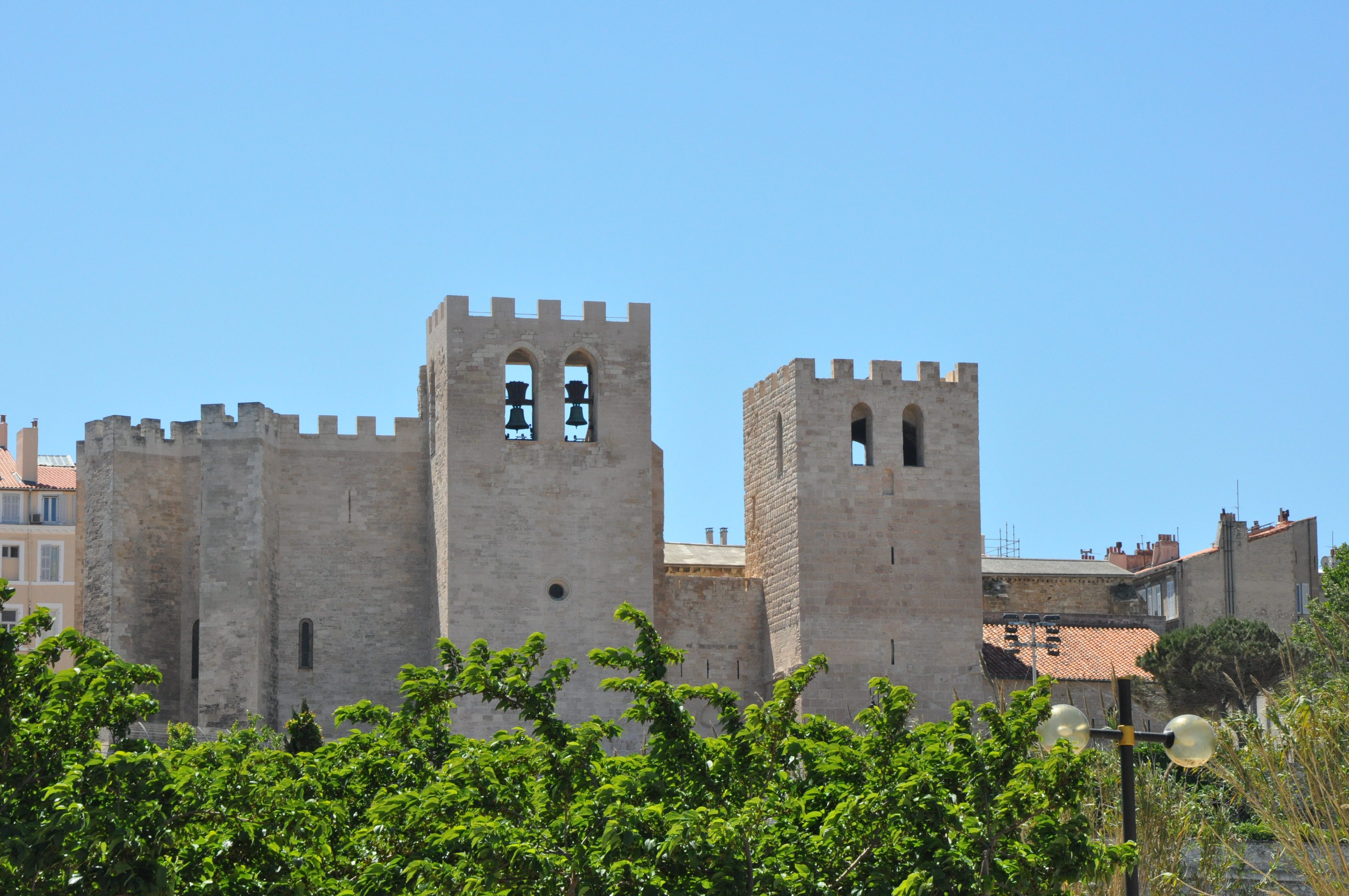
Abadia Saint-Victor

Os monumentos católicos são numerosos em Marselha, e vários edifícios religiosos são notáveis. O marco mais famoso é, sem dúvida, a Basílica de Nossa Senhora da Guarda, construída pelo arquiteto Jacques Henri Esperandieu Nimes de 1855 a 1870 e terminada por Antoine Henri Revoil. A estátua de cobre dourado (coberta com folhas de ouro) da "boa mãe", colocada no topo da torre, possui 53 m de altura, acima de uma altura de 11 m. É trabalho do escultor Eugène-Louis Lequesne. Situa-se no alto de uma colina, acima 162 m de altura e tem vista para o porto antigo e para toda a cidade.

### Pontos turísticos
- O Velho Porto, ou Vieux Port

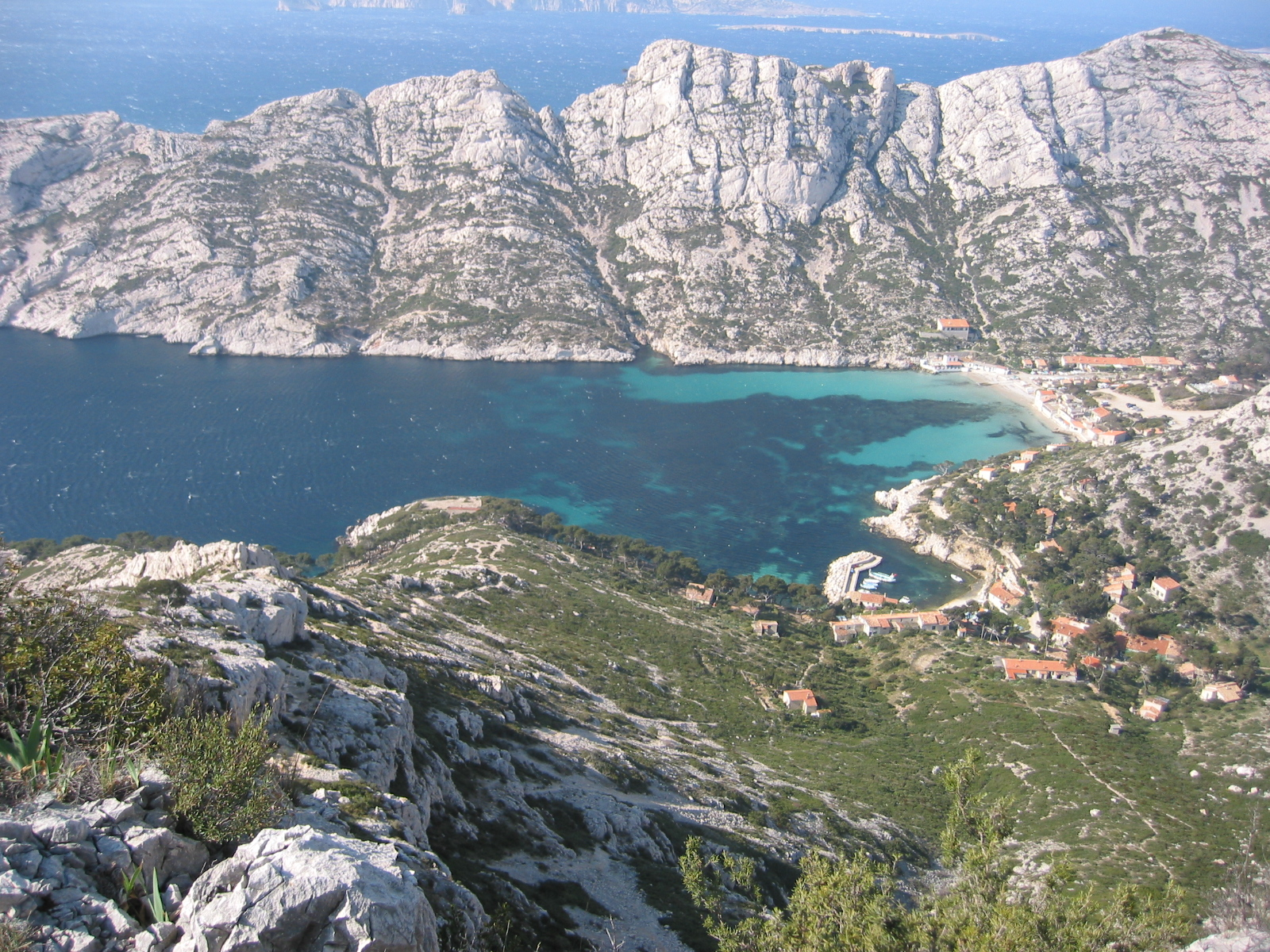
O Calanque de Sormiou é um dos maiores calanques entre Marselha e La Ciotat

- Basílica de Nossa Senhora da Guarda
- Castelo de If (ou Château d'If), uma antiga prisão situada numa ilha costeira à cidade, onde o Conde de Monte Cristo foi encarcerado, no romance de Alexandre Dumas
- A Unidade de Habitação de Marselha (Cité Radieuse), construída pelo arquiteto suíço Le Corbusier
- As Calanques
- Cours Julien, bairro tido como o local de encontro da cultura alternativa marseillaise
- Panier, o bairro na qual Marseille foi fundada. Ruas pequenas e estreitas, com cafés locais. Fica próximo ao Vieux Port.